# 死の翌朝
『死の翌朝』（しのよくあさ,原題:The Morning After Death）は、ニコラス・ブレイクが著した長編推理小説（三人称小説）。

## 概要
ブレイクの1966年の作品で、彼のレギュラー探偵ナイジェル・ストレンジウェイズが活躍する最後の長編作品。2014年に、論創社の論創海外ミステリの一冊として翻訳刊行された。1950年代から日本のミステリファンにも長らく親しまれた名探偵ストレンジウェイズものの、最後の未訳作品でもあった。翻訳は熊木信太郎。通常は母国のイギリスで活躍のナイジェルが、アメリカに出かけた際に遭遇した殺人事件の謎を追う。

## あらすじ
ケネディ暗殺事件で世界が震撼したのちの、1960年代半ば。学者で私立探偵のナイジェル・ストレンジウェイズは、オックスフォード時代の旧友エドワーズに誘われてアメリカに赴く。目的は、エドワーズが学生寮「ホーソン・ハウス」の寮長を務めているアメリカ東部のカボット大学で、文学関連の調査をするためだ。現地でナイジェルは同大学に関係のある人物やその周辺の者たちと知己になった。やがて大学の中で、殺人事件が発生。英国の名探偵として高名を馳せたナイジェル・ストレンジウェイズは、この事件の捜査に乗り出すが……。

## 登場人物
ナイジェル・ストレンジウェイズ
オックスフォード出身の学者で、民間探偵。スコットランドヤードの副警視総監の甥でもある。『野獣死すべし』や『章の終り』ほか数々の難事件を解決した名探偵。妻のジョージアとは、第二次大戦中に死別している。本作ではホーソン・ハウスの空き部屋に寄宿しながら、殺人事件の捜査に当たる。
クレア・マッシンシャー。
女流彫刻家。現在のナイジェルの恋人。本作ではロンドンでお留守番。
アールバーグ老人
老富豪。ホーソン・ハウスの創設者。拝金主義で短気かつ感傷家。妙な人間味のある人物。息子殺害の真犯人を暴くため、ナイジェルを大金で雇おうとする。酒酔い運転による交通事故で、妻と死別している。
ジョシア（ジョシュ）・アールバーグ
アールバーグ老人の長男。カボット大学で古典文学を教える教授。長身で、頭蓋骨そのままの見た目の頭部を具える。偏屈な面があり、何者かに学内で射殺される。
チェスター・アールバーグ
ジョシアの異母弟。ビジネススクールで経済学そのほかを教える教師で、ナイジェルには退屈で世間知らずな人物と思われる。整った小さめの顔立ちで、スーキーの元彼氏。
マーク・アールバーグ
ジョシアの異母弟で、チェスターとは両親を同じくする弟。カボット大学の文学の教官。大柄で武骨な外見の若者で、ナイジェルには「知的な道化役」と評されるひょうきん者。スーキーの指導教官で、同時に婚約者。
スザンナ（スーキー）・テート
エミリー・ディキンスンを研究する、カボット大学の女子大学院生。黒髪で灰色の瞳の美人。父親は「赤狩り」に遭って迫害を受けた映画監督で、それゆえ差別反対の意識が強い。年の離れたナイジェルにモーションを掛ける。
ジョン・テート
スーキーの弟。カボット大学の優秀な学生だったが、恩師のジョシアの論文を剽窃した疑惑をかけられ、停学処分を受けている。復学までの現在は、ピッツバーグの工場に就労中。
チャールズ・ライリー
分厚い唇で赤毛の、中年アイルランド人。カボット大学と縁がある高名な詩人だが、収入は多くない。30年前はＩＲＡの戦士だった。若くて美人のスーキーにちょっかいを出し、その一方でジョシアを嫌っている。
エゼキエル（ジーク）・エドワーズ
ナイジェルのオックスフォード時代の旧友。長身で、学生時代はボート選手。在学時に女がらみでトラブルを生じた際にナイジェルの世話になり、今でも恩義と深い友情を感じている。今はカボット大学の学生寮ホーソン・ハウスの寮長。
メイ・エドワーズ
エゼキエルの妻。スコットランドの名家出身の才媛だったが、普段は深い学識をあえて外に見せない。早口で喋る。 夫とともに、本作でのナイジェルのワトスン役も務める。
グロス
ホーソン・ハウスの管理人。
サイラス
カボット大学の卒業生。
ドナルド
カボット大学の主任教官。
デニス・ゴーチ
カボット大学の学生。
ブロンスキー
同上。
フィリップ
同上。
ポール・アンドレイェフスキー
チェスターのビジネススクールでの同僚。かつては彼と同じ高校で大学の学友だった。マークとも知り合い。
マーティン・ブレア
同上。
エルザ
ジョシアの世話をする黒人の家政婦。
ブレイディ警部補
カボット大学の殺人事件を担当する現地の警察官。有力者のアールバーグ老人にジョシア殺害事件の捜査を急かされ、たまたま大学周辺に来ていたナイジェルの助力を仰ぐ。
ライト主任警部
イギリスの警察官で、ナイジェルの友人。関係者のアリバイについてナイジェルが国際電話で情報を求める。
リヴァース
ブレイディの知人の、優秀な病理学者。

## 書籍
- 論創社（論創海外ミステリ）2014年10月25日発売、ISBN 978-4846013677